# Валиди, Ахмет-Заки
Ахмет-Заки́ Валиди́ (Валидов) Тога́н (баш. Әхмәтзәки Вәлиди Туған, тур. Ahmet Zeki Velidi Togan, тат. Әхмәтзәки Вәлиди Туган; до 1938 года — Ахмет-Заки́ Ахметшах-улы (Ахметшахович) Валиди́ (Вали́дов) (баш. Әхмәтзәки Әхмәтшаһ улы Вәлиди (Вәлидов), тат. Әхмәтзәки Әхмәтшаһ улы Вәлиди (Вәлидов); 10 (22) декабря 1890, Кузяново — 26 июля 1970, Стамбул) — башкирский государственный, политический и военный деятель, лидер башкирского национального движения (в 1917—1920 годах); один из лидеров басмаческого движения в Туркестане; публицист; историк, востоковед-тюрколог, доктор философии (1935), профессор, почётный доктор Манчестерского университета (1967).

## Биография

### Происхождение
Ахмет-Заки Валиди является потомком религиозных деятелей Валидовых. Наиболее ранним предком Валиди, которого упоминает сам Ахмет-Заки Валиди, является Иштуган. В Российском государственном архиве древних актов имеется ряд сведений о генеалогии Ахмет-Заки Валиди. Наиболее ранним таким документом являются материалы второй ревизии (1747 г.). Также содержат генеалогическую информацию материалы восьмой и девятой ревизии и метрические книги по деревне Кузяново за 1860 и за 1890 годы. Наиболее ранним известным предком Валиди по этим документам является ясачный татарин Иштуган Ишмекеев из села Нижнее Арметево Ногайской дороги Уфимского уезда. Так же по 1-4 ревизиям мать Заки Валидова, и её предки, являются татарами. По материалам 5 ревизии Таит (Таип) Иштуганов (1750—1837), записанный тептярем, и прабабка Гуландан Муртазина, записанная как тептярская дочь. Известно о трех сыновьях Таита — Аюпе, Халите и Валите (прадед Ахмет-Заки Валиди). Известно, что у Валита было три жены и 11 сыновей. По материалам девятой ревизии известно, что Ахмедтан (Ахмед(т)ьян) Валитов (дед Ахмет-заки Валиди) входит в число членов домохозяйства своего брата Мухаметвали Валитова, записанного тептярем. В составе домохозяйства указана и бабка Валиди — Мухибъямала (Мухибямал) Вильданова. В метрической книге по деревне Кузяново за 1860 год в записи о рождении отца Валиди Ахмед(т)ши, Ахмед(т)ьян Валидов записан как башкир. В метрической книге за 1890 год в записи о рождении Ахмет Заки даются сведения о его родителях — отце Ахмед(т)ше, сыне Ахмед(т)ьяна Валидова, и матери Уммульхаят, дочери Мухамедкафи Котлозоманова, из тептярей. Однако в Царском указе от 16 (28) февраля 1894 об утверждении отца Ахметзаки Валиди — Ахметши Ахметзянова имам-хатибом 2-й соборной мечети деревни Кузяново, отец был зафиксирован башкиром. В открытом деле КГБ национальность Валидова указана как «татарин-башкир», при этом с более поздним добавлением слова «башкир».
Если говорить о национальной самоидентификации, то в анкетном листе делегата VII Всероссийского съезда Советов (1919) сам Ахмет-Заки Валиди указал, что по национальности является башкиром (башкирином). В своих «Воспоминаниях» Валиди отмечал, что принадлежит к роду Суклы-Кай, входящему в род Кайлы, отмечал, что татары из его аула и окрестных деревень считали их башкирами, а бурзянцы — татарами. Также указывал, что его предки были ногайцами, присоединившимися к юрматинским башкирам ещё во времена каракитаев (домонгольская эпоха).
По свидетельству известного деятеля тюрко-татарской эмиграции Али Акыша, в 1953 году, незадолго до смерти Гаяза Исхаки, Ахмет Заки Валиди посетил его с целью примирения и при обращении назвал себя татарином.
Тем не менее высказываются различные взгляды на этническую принадлежность Валиди. При этом С. М. Исхаков указывает на то, что с дореволюционных времён существуют три взгляда на этническое происхождение Валиди: татарское, тептярское и башкирское, и эти взгляды не противоречат друг другу, если рассматривать их в конкретно исторической обстановке. По мнению С. М. Исхакова, на этническую самоидентификацию Валиди оказала сильное влияние политика — до 1917 года он был татарским деятелем, а после февраля 1917 года чем выше поднимался он в политической карьере руководителя Башкирской республики, тем больше должен был выступать как башкирский деятель.
Однако, несмотря на все это, родная сестра Заки Валиди утверждает: «— Все мы, предки наши — выходцы из деревни Янаул, что всего в нескольких километрах от Петровского. — В прошлом веке там поселился боярин по фамилии Сопляков, который вынудил коренных жителей разъехаться кто куда. Наши поселились в ауле Кузяново, куда позднее влились пришлые мишары. Поэтому язык несколько перемешался, и некоторые называют нас тептярами. Но наш род - коренной башкирский.»

### Становление
Ахметзаки Валиди родился 10 (22) декабря 1890 года в деревне Кузяново Ильчик-Тимировской волости Стерлитамакского уезда Уфимской губернии. Родители Ахметзаки были религиозными деятелями, имели отличное образование, владели несколькими языками.
Отец — Ахметша Ахметьянович Валидов (19.07.1860 — 20.07.1937), после окончания Стерлитамакского медресе начал служить во 2-й соборной мечети деревни Кузяново. В начале 1890-х годов открыл при мечети медресе. Им написаны такие произведения, как «Путешествие в Хиджаз», «Жизнь Сатлык улы». Имел консервативные взгляды и стремился придерживаться древних обычаев. Мать — Уммулхаят Мухаметкафиевна Валидова (1873—1946), окончила медресе деревни Утяково, преподавала в женских классах медресе мужа. Интеллектуальное окружение самым благоприятным образом сказалось на развитии юного Ахметзаки. Уже с шести—семи лет он начал изучать различные языки.
С 1898 года Ахметзаки начал обучение в медресе отца. Здесь он совершенствовал свои познания в тюркском, арабском и русском языках. Мать помогала сыну освоить персидский язык.
Особое внимание уделялось изучению русского языка. Для этого из соседнего села Макарово, где имелось русско-башкирское училище, в котором обучали русскому языку, отец Ахметзаки пригласил учителя. В последующем занятия с Ахметзаки продолжил сын друга отца, Шагибек Узбеков, который подготовил Ахметзаки к сдаче письменных экзаменов. Весной 1902 года Ахметзаки успешно сдал экзамены в училище села Макарово, и его рекомендовали отправить продолжать обучение в русской школе в Стерлитамаке. Тем не менее родители не согласились последовать этому совету, хотя у Ахметзаки и было такое желание.
С осени 1902 года Ахметзаки учился в медресе деревни Утяково, которым руководил брат его матери, Хабибназар Сатлыков (Хабибназар Утяки). Дяде удалось сыграть значимую роль в становлении юного Ахметзаки. Хабибназар Утяки получил образование в медресе известного татарского просветителя Марджани при мечети 1-го прихода Казани и после окончания преподавал в нём. Был верным последователем своего учителя, путешествовал вместе с ним. После десяти лет жизни в Казани вернулся на родину. Его перу принадлежат произведения «Пояснения к физике и метафизике Нагима аль-Котайба», «Пояснения к „Мустафад ал-ахбар“», «Ключи истории». Также им был сделан перевод «Навадира» на старотатарский язык. В отличие от консервативного отца Ахметзаки, дядя не чурался и светских знаний, имел современные представления в области астрономии и математики. Хабибназар Утяки относился к племяннику как к родному сыну и проводил с ним дополнительные занятия. Особое внимание уделялось изучению арабской риторики, биографиям выдающихся учёных в этой области.
Особую роль сыграло присутствие Валиди при беседах его дяди с Шафик ахуном, переписывавшимся с самим Марджани. Слушая обсуждения философских концепций Марджани, юноша проникся уважением к этому учёному, и у него появилась мечта стать похожим на него.

В газете «Идель» шакирда Хабибназара Утяки Г. Гумерова, выходившей в Астрахани, состоялся дебют Ахметзаки в печати. В выпусках от 30 января и 3 февраля 1908 года в ней была опубликована статья «„История“ Мурата Эфенди и выдающийся учёный Марджани».
С осени 1908 года Ахметзаки продолжил обучение в казанском медресе «Касимия».
С 1909 года Ахметзаки уже назначали преподавателем истории тюрков и арабской литературы. В качестве учебника для преподавания он начал писать свою первую крупную работу, которая по его замыслу должна была носить название «История тюрков». Ознакомившийся с книгой писатель Галимджан Ибрагимов и издатель предлагали для книги другие названия — «История татар», «История тюрков-татар». Однако эти названия не отвечали позиции Ахметзаки Валидова.  В итоге для книги им было выбрано название «История тюрков и татар». Она была опубликована в 1912 году в типографии «Миллят». В 1915 году был издан её переработанный вариант, который был ещё раз переиздан в 1917 году. В целом замысел был до конца не реализован. Задумывалось, что книга будет состоять из двух томов. В первом томе должна была быть освещена история тюркских народов с древнейших времен, до падения Казанского ханства. Во втором томе предполагалось осветить период от падения Казанского ханства до современного автору положения тюркских народов. Однако книга представляет только первый том. Структура первого тома представлена пятью главами:
1. Тюркские народы в древности.
2. Ислам и тюрки (от Тукю до Чингиза).
3. Чингиз-хан. Великое тюркское правительство (страна, престол в руках монголов).
4. Дешт-и-Кипчак или государство Золотая орда.
5. Булгария после татар. Казанское ханство (татары в Булгарском ханстве)[23].

О структуре второго тома, работу над которым Ахметзаки Валидов так и не завершил, можно судить только по примерному плану содержания второго тома: «Булгарская земля и её народ после захвата Казани; начало вхождения тюрков под покровительство русских; ногайские ханы; мероприятия правительства; булгары, казанские народы (чуваши, булгары, татары, черемисы) думают о возвращении независимости, бунты, дела оканчиваются неудачно; Салтыков — Шереметев — народы бегут и находятся в бегстве; вхождение башкир под покровительство русских; сибирские ханы после поражения Сибирского ханства; русские увидели, на какие бескрайние земли простирается их государство; события между правительством и башкирами: Салават, Алдар, Хамид, Акай, мулла Батырша; Екатерина; Крым; мусульмане после больших мероприятий императрицы; русские; наши российские мусульмане на фоне происходящих перемен; почему исчезли булгары? что думают об этом великие ученые; народы находят необходимость перемен в существовании; подготовка к новой жизни; жизнь российских мусульман после Чингиз-хана и что думают великие ученые об этих переменах; мнение русских ученых о сегодняшнем положении тюрков вообще». В целом структура работы совпадает с работой Мурата Рамзи.
Издание 1915 года, носило название «Краткая история тюрков-татар». Это издание предназначалось в качестве учебного пособия для школ. Издание 1917 года имело некоторые отличия от предыдущего — было исключено предисловие и сокращены сноски.
На период жизни в Казани приходятся и первые попытки Валиди активно участвовать в общественной жизни. Так, известно, что 27 января 1913 года он принял участие в собрании мусульман приуроченном к 300-летию царской династии Романовых, где особая дискуссия развернулась вокруг вопроса об открытии в Казани женской гимназии и приюта. Валиди выступил на собрании с речью по данному поводу, отстаивая точку зрения, что создание женской гимназии не принесёт пользы, но ему не дали её закончить и оборвали. В целом, мнения присутствующих разошлись. Богатые мусульмане и духовенство поддерживали открытие приюта. Были поддерживающие открытие только женской гимназии и поддерживающие открытие сразу двух заведений. 10 февраля 1913 года Валиди публикует в газете «Вакыт» свою статью «Подготовка к юбилею (письмо в Казань)», где высказывает мнение, что в Казани отсутствует человек, способный возглавить женскую гимназию, разработать её устав и программу, а также нет потенциальных учениц, которые бы смогли учиться в этом заведении.
Выступление Валиди в печати не прошло незамеченным. Оно привлекло внимание Уфимского губернского жандармского управления. В секретном донесении начальника Уфимского губернского жандармского управления от 25 февраля 1913 года сообщалось о публикации Валиди соответствующей статьи в оренбургской газете «Вакыт» и прилагалась выдержка из неё на русском языке. Копии данного донесения были отправлены начальникам Казанского и Пермского губернских жандармских управлений.
Однако наибольший резонанс данная статья получила в мусульманской национальной печати. Через пять дней после выхода статьи Валиди, в газете «Кояш» появляется статья «Что наделал Заки хальфа», подписанная псевдонимом «Ташмухамед», где Валиди уничижительно высмеивался. Под псевдонимом скрывался Фатих Амирхан. В защиту Валиди в газете «Вакыт» выступили Муса Бигиев, Хусаин Абузаров и Шакир Мухамедъяров. 5 марта 1913 года в газете «Кояш» Ташмухамед ответил на их статью — в рубрике писем появилась заметка «Мой ответ Господину Мусе Бигиеву и господину Шакиру Мухамедъярову».
Большую роль в становлении молодого ученого в то время сыграл Н. Ф. Катанов. 18 марта 1913 года на заседании Общества археологии, истории и этнографии при Казанском университете он выступил с ходатайством о принятии Ахметзаки в действительные члены общества. 23 мая 1913 года на заседании общества «подачею закрытых записок» Валиди был избран членом общества, получив лишь один «неизбирательный голос». 4 октября 1913 года Валиди на заседании Совета Общества просил командировать его для историко-археологических и этнографических исследований в Ферганскую область, мотивируя это тем, что ранее исследователи безрезультатно искали в Коканде древние библиотеки, а у него имеются сведения о наличии у жителя Коканда Юнус Джан-Дадха ценного собрания рукописей. Данное прошение было удовлетворено.
Точные даты командировки в Ферганскую область неизвестны, но исходя из имеющихся документов можно предположить, что она началась в конце октября — начале ноября 1913 года, а закончилась в марте 1914 года. В ходе командировки Валиди посетил города Коканд, Маргелан, Андижан, Ташкент, Наманган, Самарканд, Бухара, Скобелев и другие, где осмотрел частные коллекции рукописей. Среди значимых находок — рукопись «Благодатное знание», автором которой является Юсуф Хасс-хаджиб Баласагуни, известное до того лишь в двух списках. Новый список был обнаружен Валиди в Намангане в библиотеке Мухамед-ходжи-ишан Лоляриша, и является самым полным. В следующей своей командировке Валиди попытался выкупить эту рукопись, но безрезультатно. Ряд рукописей был приобретен и в ходе первой командировки. Среди них «Книга Губайдуллы» Мир Мухаммеда Амина Бухари, «Книга Габдуллы» Хафиза бин Мухаммеда ал-Бухари, «Проявление могущества царей» Али бин Шихабуддина ал-Хамадани, «История Наршахи» Мухаммеда Наршахи ал-Булхари, «Ясные приложения» Джамала Карши, «История Шауки» Шауки, «Сады богатства» Агахи. Также в ходе командировки были собраны сведения об экономике и исторической географии края, этнографический материал об узбеках, ведущих кочевой образ жизни. По возвращении из командировки, 20 апреля 1914 года Валиди представил свой доклад на заседании Общества. Выступление получило высокую оценку и пожелания «скорейшего напечатания некоторых из найденных докладчиком рукописей и русского перевода к ним, с воспроизведением и подробную характеристикою миниатюр, замечаниями лингвистического характера, хронологией христианской эры и параллельными выдержками из русских известий». Позднее Валиди отправился в Санкт-Петербург, где выступил с ещё одним докладом в доме В. В. Радлова (среди присутствующих был В. В. Бартольд). Доклад заинтересовал присутствующих учёных, и Ахмет-Заки получил предложение опубликовать свои материалы в «Записках Восточного отделения Императорского русского археологического общества». Он написал письмо в Общество археологии, истории и этнографии при Казанском университете, где просил разрешения на публикацию своего отчета, а также ходатайствовал о выдаче субсидии на следующую поездку в Среднюю Азию. Общество на своем заседании 22 августа 1914 года рассмотрело просьбу Валиди, разрешило опубликовать отчет, но на просьбу о командировке ответило отказом ввиду недостаточности средств.
Впрочем, не дожидаясь этого решения, Валиди удалось заручиться поддержкой, и по рекомендации В. В. Бартольда, Русский комитет по изучению Средней и Восточной Азии и Императорская Академия наук поддержали его командировку в Бухару. 31 мая 1914 года Валиди выехал из Санкт-Петербурга и 6 июня прибыл в Ташкент, на следующий день выехал в Наманган и Скобелев, и 12 июня 1914 года прибыл в Бухару. 23 июня покинул Бухару и отправился в Шаршауз, а затем в города долины Сурхандарьи (Гузар, Байсун и др.) На обратном пути, 16 июля 1914 года остановился в Карши. Здесь Валиди удалось сделать выдающуюся находку. На базаре в Карши он увидел торговца, который завертывал продаваемое лекарство в листы какой-то рукописи. Это рукопись заинтересовала Валиди и он приобрел её. Рукопись оказалась подстрочным переводом Корана на тюркский язык, начиная с суры XVIII и комментария к нему. В первой части рукописи, после каждой суры следовали рассказы на её сюжет. Вторая часть рукописи начиналась с суры XLIX, и в ней комментировались отдельные стихи. Даты составления и переписки были не указаны, имена составителя и переписчика не упоминались. В. В. Бартольд считал, что данная рукопись написана раньше XI века. Позднее, А. К. Боровков, изучая эту рукопись высказал мнение, что наличие в тексте терминов монгольской эпохи и более позднего времени, свидетельствуют о том, что рукопись переписана в XV веке, а исходный текст видимо нужно отнести к XII—XIII векам. Однако, по мнению исследователя исходной датой рукописи теоретически можно считать конец X века, если допустить возможность появления тюркского перевода с раннего перевода тасфира Табари. Валиди покинул Карши 23 июля 1914 года и возвратился в Бухару. Здесь он находился с 24 июля по 4 августа, после чего выехал в Уфу. Причина отъезда — начавшаяся Первая мировая война. В 1912 году Валиди был зачислен в ополчение первого разряда и должен был пройти медицинский осмотр. 16 августа 1914 года через Самарканд, Ташкент, Оренбург и Уфу Валиди прибыл в город Стерлитамак. Всего в ходе данной поездки по заданию Академии наук он собрал 23 рукописи, несколько книг были приобретены им для себя. Кроме археографических работ им также был осуществлен сбор фольклорных материалов.
Отчет о первой командировке Валиди под названием «Восточные рукописи Ферганской области» был опубликован в 1915 году в XXII томе «Записок Восточного отделения Императорского русского археологического общества». Отчет о второй командировке под названием «Отчет о командировке в Бухарское ханство» был напечатан в 1916 году в XXIII томе «Записок Восточного отделения Императорского русского археологического Общества». Редактором этих публикаций выступал В. В. Бартольд. Также с командировкой в Среднюю Азию связана серия из девяти статей под названием «Туркестанские письма». Они публиковались в газете «Иль» («Страна») начиная с 28 ноября 1913 года по 2 мая 1914 года.

### Деятельность с 1917 года
Был членом Временного центрального бюро российских мусульман. Был избран членом Икомус (Исполнительного комитета Всероссийского мусульманского совета). Избран депутатом Всероссийского учредительного собрания от Уфимской губернии. Депутат Миллэт Меджлиси (1917—1918). В 1917 году стал членом Партии социалистов-революционеров.
В 1917 году, находясь в составе Башкирского областного бюро, образованного в Москве на Всероссийском съезде мусульман башкирской делегацией, совместно с Шарифом Манатовым Ахмет-Заки Ахметшахович явился организатором созыва I и II Всебашкирских съездов (июль — Оренбург, август — Уфа), на которых было создано Башкирское центральное шуро, которое 15 ноября 1917 года в г. Оренбурге провозгласило образование национально-территориальной автономии Башкортостан как части федеративной России. Валидов был избран членом Башкирского правительства и предпарламента Башкурдистана — Малого Курултая, а также был назначен командующим Башкирским войском.

Предполагаемые границы Башкурдистана по А.-З. Валиди

В феврале 1918 года Валиди был арестован большевиками в Оренбурге в числе восьмерых членов Башкирского Правительства, в апреле был освобождён при атаке отрядов казаков и башкир на город. Во главе башкирских полков присоединились к восстанию Чехословацкого корпуса. Валиди стал председателем Башкирского военного совета при Башкирском правительстве. Полковник в Народной армии. По мере ослабления влияния фракционного социалистического правительства КОМУЧа, находившегося у власти, власть в Сибири перешла к стоящему на позициях «Единой, Великой и Неделимой России» Российскому правительству А. В. Колчака. Местный представитель Колчака — атаман оренбургского казачества А. И. Дутов — проявил себя в глазах сторонников федерализации бывшей Российской империи как «контрреволюционер» и «монархист». Лидеры эсеров Виктор Чернов и Вадим Чайкин совместно с командующим актюбинской группой казачьих войск полковником Ф. Е. Махиным и атаманом первого округа Оренбургского войска полковником К. Л. Каргиным, также стоявшими на социалистических позициях, решили устранить Дутова. Валиди присоединился к этому заговору вместе с представителем Алаш Орды Мустафой Шокаем. Из-за предательства план был раскрыт. Валиди в своей книге пишет, что Дутов, получив ранение, «сбежал в танке» за пределы города, однако в другом источнике пишут, что бежали сами заговорщики.
А.-З. Валиди на I Всебашкирском военном съезде 21 февраля 1919 года был избран народным комиссаром по военным делам и заместителем председателя Временного военного революционного комитета Башкирской республики. В феврале 1919 года Валиди стал организатором перехода башкирских войск на сторону Красной армии. После перехода на сторону красных Валиди вёл переговоры с правительством Советской России о легитимизации в качестве автономии Башкирской республики. Итогом переговоров стало подписание «Соглашения центральной Советской власти с Башкирским Правительством о Советской Автономной Башкирии», согласно которому Башкурдистан был преобразован в Башкирскую Советскую Республику в составе РСФСР.
Весной—осенью 1919 года в городах Самара, Саранск и Стерлитамак занимался формированием башкирских войсковых частей Красной Армии, созданием башкирской социалистической партии «Воля». Зимой 1919—1920 года находился в Москве, выступал против идеи воссоздания Татаро-Башкирской Советской Республики, предложил проект Киргизо-Башкирской Советской Республики.
После Январского конфликта между правительством республики и партийным органом (Башобком РКП(б)), в феврале 1920 года был избран председателем Башкирского военно-революционного комитета. В 1920 году стал членом РКП(б). До отзыва в Москву в составе комиссии Башревкома занимался разработкой Конституции республики. В июне 1920 года, считая неприемлемым постановление ВЦИК и СНК РСФСР «О государственном устройстве Автономной Советской Башкирской республики» от 19 мая 1920 года вместе с остальными членами Башревкома, ушёл в отставку. Принял участие в организации антисоветских восстаний.

### Деятельность в Туркестане
В июне 1920 года выехал в Баку, а затем отправился в Туркестан. В сентябре 1920 года направил В. И. Ленину, И. В. Сталину, Л. Д. Троцкому и А. И. Рыкову письмо с обличением великодержавной политики большевиков. В Хивинском ханстве и Бухарском эмирате почти три года занимался организацией басмаческого движения в сотрудничестве с бухарским эмиром Саид Алим-ханом. А.-З. Валиди в годы пребывания в Туркестане был признанным руководителем басмаческого движения Туркестана, об этом говорит и конспиративная переписка Сталина по вопросу установления контакта с лидерами басмачей Валидовым.
Летом 1921 года создал Совет Национального Единства Туркестана и его флаг. В июле 1921 года был избран Председателем Центрального комитета Совета Национального Единства Туркестана. 20 февраля 1923 года в открытом письме заявил, что слова В. И. Ленина о том, что Уфимская губерния присоединялась к Башкирии, означали, что Башкирия присоединялась к Уфимской губернии. После ряда военно-политических неудач в 1923 году Валиди эмигрировал за границу. В том же году в библиотеке иранского города Мешхед нашёл уникальную рукопись, содержащую текст знаменитых «Записок» Ибн Фадлана.

### В эмиграции
В 1924 году переехал в Берлин.

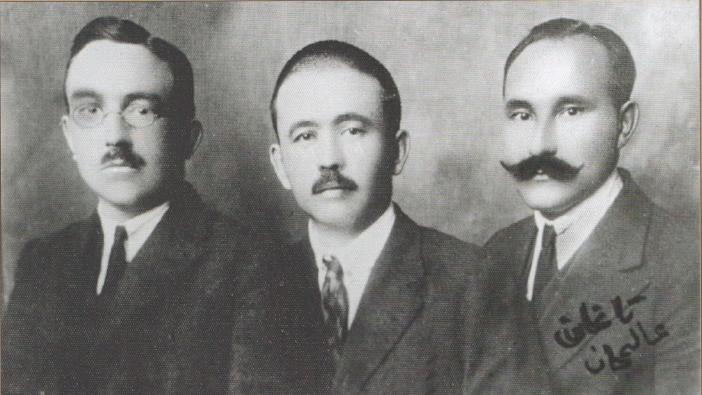
А. Валиди, А. Инан, Г. Таган. Будапешт, 1925.

3 июня 1925 года в турецкой «Ресми газете» был опубликован Указ Кабинета министров Турции о предоставлении А. Валиди турецкого гражданства.
С 1925 года — советник министерства образования в Анкаре, затем преподаватель, профессор Стамбульского университета (Турция). Читал лекции в Стамбульском университете, участвовал в возрождении Туркестанского национального объединения «Джамиат» и издавал газету «Туркестан», в которой отстаивал свою идею об объединении всех мусульман вокруг Турции.
В 1927 году со старым знакомым Мустафой Шокаем организовал в Стамбуле политический и идеологический журнал «Жана (Новый) Туркестан» (1927—1931).
В 1935 году окончил Венский университет, защитил докторскую диссертацию по теме «Путешествие Ибн Фадлана к северным болгарам, тюркам и хазарам». В июне того же года получил приглашение на работу в г. Бонн в качестве преподавателя Боннского университета. В этом же году познакомился с Зигмундом Фрейдом. Зимний семестр (1938—1939 гг.) работал в Гёттингенском университете, одном из самых крупных и старейших университетов Нижней Саксонии (Германия). В этот период он устно уведомил своего куратора об образце своего турецкого паспорта, в котором с 4 июля 1938 года в качестве новой фамилии была указана турецкая фамилия Тоган, а прежняя арабская фамилия Валиди стала частью имени. «Закон о фамилиях», принятый в 1934 году, предписывал всем гражданам Турции иметь фамилии и запрещал иметь фамилии с иностранными окончаниями.
1 сентября 1939 года Ахметзаки Валиди Тоган покинул Германию и возвратился в Турцию, возобновив свою работу в Стамбульском университете.
В СССР во время борьбы с «национал-уклонизмом» и репрессий по «национальным линиям» Заки Валиди был объявлен идеологом «башкирской буржуазно-националистической оппозиции» и организатором «башкирской контрреволюционной организации», а органы НКВД заводили уголовные дела и проводили репрессии против снятого главы БАССР З. Г. Булашева и некоторых башкирских политических и общественных деятелей как его «агентов-валидовцев».
В мае 1944 года в Стамбуле и Анкаре прошли антикоммунистические демонстрации студентов, после которых власти начали арест туранистов. В печати было объявлено «о существовании секретной организации туранистов и об их аресте». Был арестован и Валиди по обвинению в «пантюркистской деятельности против Советов на территории Турции». Приговорён к 10 годам тюремного заключения, но военно-кассационный суд изменил приговор, и после 17 месяцев заключения Валиди был освобождён.
В 1946 году выпустил книгу «Введение во всеобщую историю тюрков» («Umumi Türk Tarihine Giriş»), а в следующем году — «Современный Туркестан и его недавнее прошлое».
С 1948 года по 1970 годы продолжил преподавать историю тюрков в университете Стамбула.
В июле 1951 года в Стамбуле под председательством Ахметзаки Валиди Тогана проходил XXI Международный конгресс востоковедов.
В 1953 году основал Институт исламских исследований и был назначен его директором.
27 июня 1967 года Манчестерский университет (Англия) присвоил Ахметзаки Валиди Тогану звание почётного доктора (лат. honoris causa).
В 1957 году читал лекции в США, а в 1958 году посетил Иран, Пакистан, Индию, где встречался с Джавахарлалом Неру, Мохаммедом Реза Пехлеви и др.
В 1958 году профессор по приглашению Колумбийского университета посетил[уточнить] США.
Организатор и член многих научных обществ: основал Турецкую ассоциацию востоковедения, избирался членом немецкого общества по изучению восточных стран, Австралийского научного общества, финно-угорского научного общества в Финляндии, Австрийского общества исследований Востока имени Гаммера-Пургшталя. Удостоен золотой медали 1-й степени Министерства просвещения Ирана.
Автор трудов по истории тюркских народов. Опубликовал около 400 работ на 11 языках.

Ахметзаки Валиди Тоган умер 26 июля 1970 года в Турции. Похоронен на кладбище «Караджаахмет» в Стамбуле, где на его могильной плите были высечены слова: «Молитва его душе Аль-Фатиха Орд. проф. др. А.-Заки Валиди Тогана, сына Кузяновского башкира Ахметшаха. 1890—1970».

Портрет Заки Валиди в зрелом возрасте

## Семья

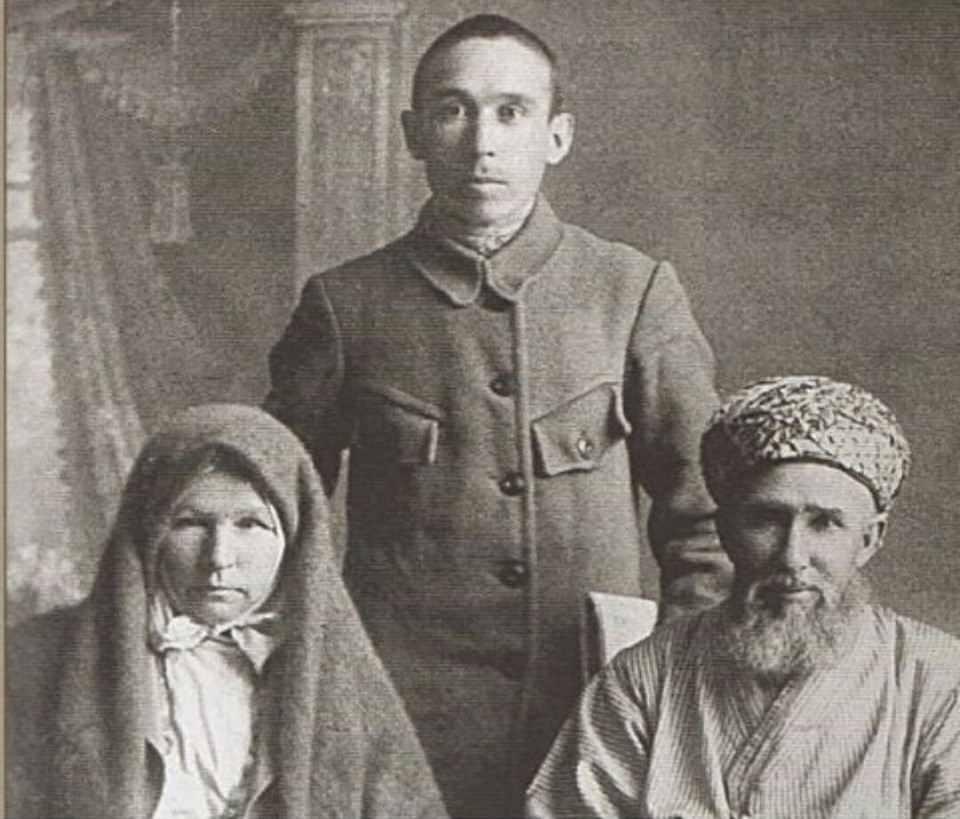
Ахметшах Валидов с семьёй: супругой Уммулхаят Валидовой и сыном Габдрауфом Валидовым

Отец Ахметзаки Валидов Ахметшах Ахметьянович (башк. Вәлидов Әхмәтшаһ Әхмәтйән улы) родился 19 июля 1860 года по другим данным в 1857 году в деревне Кузяново, в семье Ахметьяна Валидова (башк. Әхмәтйән Вәлидов). Относился к роду Валидовых. Являлся имам-хатыбом, мударрисом. После окончания стерлитамакского медресе служил во 2‑й соборной мечети деревни Кузяново. В начале 1890-х годов открыл при мечети медресе, в котором обучалось около 200 учащихся. Был членом братства Накшбандия, приверженцем суфийского богослова аль-Газали. Владел арабским языком. Являлся человеком консервативных взглядов и стремился придерживаться древних обычаев. Автор произведений «Сафар ал-Хиджаз» (Путешествие в Хиджаз) и «Сатлык улынын хаяты» (Жизнь Сатлык-улы). Был репрессирован 15 июля 1937 года за контрреволюционную деятельность по статьям 58-10 и 58-11 УК РСФСР. Расстрелян 20 декабря 1937 года в Уфе. Реабилитирован 8 января 1960 года.
Дом Валидовых был одним из культурных центров, где часто бывали служившие в земстве выпускники Петербургского университета. «За время моего детства, отец быстрыми темпами приобщил нашу абсолютно средневековую жизнь к современности»,— писал Ахметзаки Валиди в своих воспоминаниях.
У Ахметзаки Валиди было две жены. Первая жена — Нафиса Хажимухамматовна Якшимбетова, осталась в Башкортостане после эмиграции Валиди, вторая жена — Назмие Унгар. От второй жены родилось двое детей — дочь Исенбике и сын Субидай.

## Оценки
После распада СССР личность Ахмета Заки Валиди, который ранее представлялся советской пропагандой, как враг народа, начал переосмысливаться. В 1990-е и начале 2000-х годов в Башкортостане были проведены некоторые работы по увековечиванию его памяти. В его родном селе был открыт музей; была проведена декоммунизация и переименованы улицы, которые ранее носили названия советских функционеров, а после стали носить имя Заки Валиди, как например уфимская улица Фрунзе стала улицей Заки Валиди; были открыты памятники в Ишимбае, Темясово и Сибае; проводились культурно-исторические мероприятия в его честь; и.т.д.
С 2006 года против Заки Валиди была начата кампания по очернению его личности и памяти. Одним из элементов такого очернения является популяризация мнения, что Заки Валиди якобы состоял на службе в немецкой разведке, был одним из организаторов легиона Идель-Урал, хотя ФСБ неоднократно опровергало такое сотрудничество и заявляло, что доказательств сотрудничества Заки Валиди с Нацистской Германией не имеет.
Конкретными действиями против личности Заки Валиди является снос памятника в Сибае и Темясово, а также снос бюста в Санкт-Петербурге. Изначально заявленное, как ремонтные работы, памятник в Сибае был снесён осенью 2021 года, но сроков и планов по реставрации не последовало. Памятник в Темясово был снесён в ходе ремонтных работ краеведческого музея, а ранее здания башкирского правительства, где не была указана причина сноса памятника, так как он отделён от самого здания. Помимо этого в Уфе до сих пор не был установлен памятник Заки Валиди, хотя указ об установлении был подписан ещё Муртазой Рахимовым, первым президентом Башкортостана.

## Основные работы
- Biruni’s Picture of the World. Delhi, 1937. (англ.)
- lbn Fadlan’s Reisebericht // Abhandlungen für die Kunde des Morgenlandes, Leipzig. 1939. В. 24. No 3. (нем.)
- Völkerschaften des Chazarenreiches im neunten Jahrhundert // Korosi Csoma Archivum. 1940 Bd. 3 (нем.)
- Umumi türk tarihine giriş. Istanbul, 1946. (тур.)
- Башҡорттар тарихы : (Ә. М. Юлдашбаевтың төрөк теленән тәрж.) / Әхмәтзәки Вәлиди Туған. — Тулыл. 2-се баҫ. — Өфө: Китап, 2005. — 304 б. (баш.) (в русском переводе книга вышла в 2010 году)
- Әҫәрҙәр: 1917 йылға ҡәҙәр яҙылған әҫәрҙәре : [иҫке төрки теленән тәрж.] / [тәрж., аңлатма биреүсе, төҙ. һәм инеш һүҙ авторы Ә. Сәлихов]. — Өфө: Китап, 1996. (баш.)

## Память

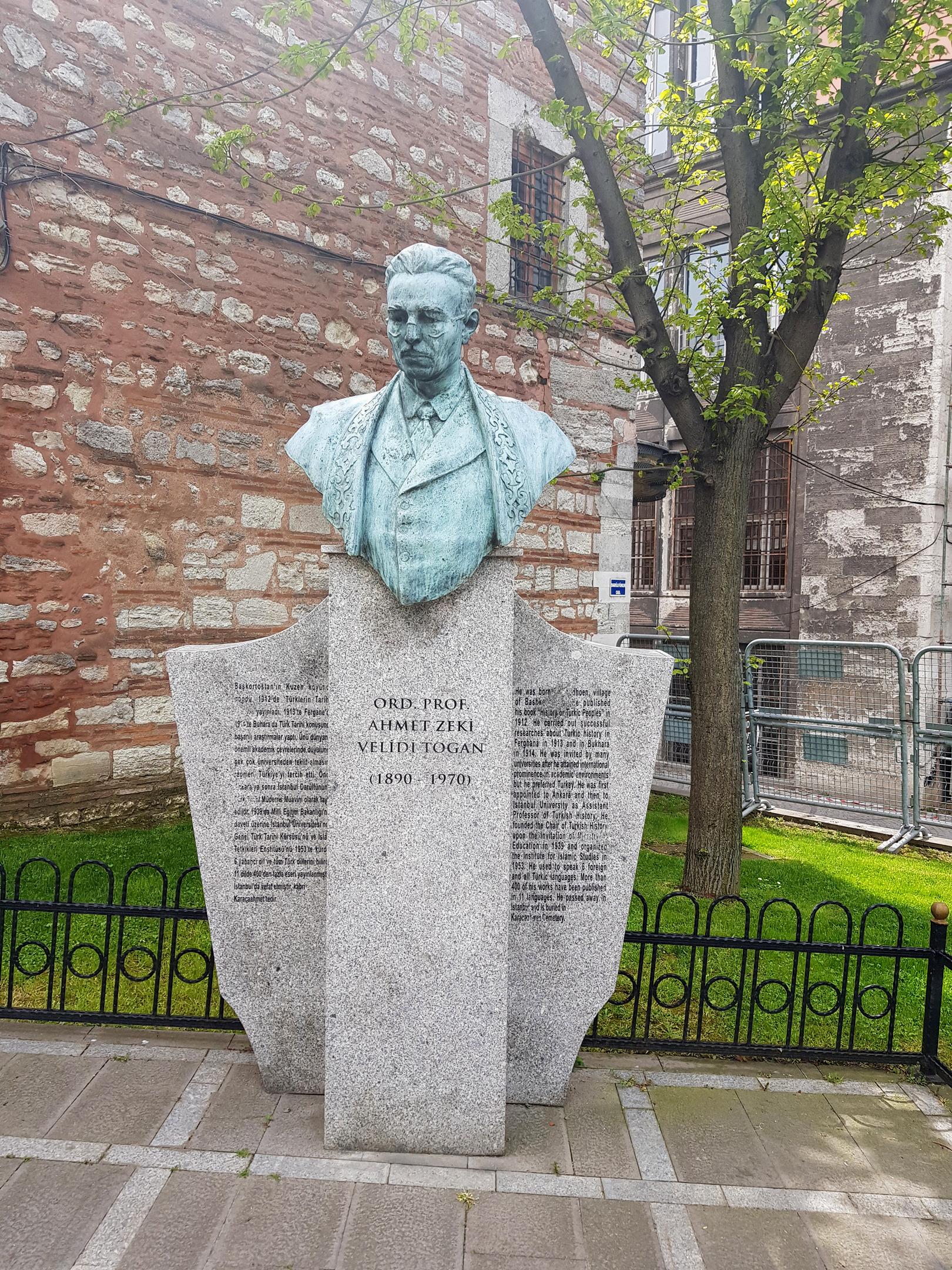
Бюст Ахмет-Заки Валиди в Стамбуле

- В 1992 году в Ташкенте открыт Башкирский культурный центр имени Ахмет-Заки Валиди.
- 23 июля 1992 года Национальной библиотеке Башкортостана было присвоено имя Ахмет-Заки Валиди.
- 21 января 1999 года благодаря ходатайству группы ученых Национального Университета Узбекистана имени Мирзо Улугбека во главе с профессором-валидоведом Мухамаджоном Абдурахмоновым одна из улиц в Махалле «Мерос» Яккасарайского района столицы Республики Узбекистан Ташкенте была названа именем Заки Валидий.
- 29 июня 1999 года улице Якова Свердлова в Сибае было присвоено имя Заки Валиди.
- В городе Ишимбае его именем названы улица и Башкирская республиканская гимназия-интернат № 2.
- В городе Ишимбае имеется сквер и установлен монумент.
- В городе Сибае с 2000 по 2021 год имелся бюст, но он был снесён[52].
- В Стерлитамаке установлена памятная доска на фасаде здания УСЗН по г. Стерлитамак где в 1919—1922 гг. размещалось Башкирское правительство.
- В 2008 году улица Фрунзе в Уфе была переименована в улицу Заки Валиди.
- В 2008 году в СПбГУ был установлен бюст ученого. В конце января 2021 года бюст в Санкт-Петербурге был демонтирован по требованию Генпрокуратуры РФ[53][54]. После сноса бюста А.-З. Валиди представители СПбГУ заявляли, что "на момент установки памятника в открытых источниках имелось опубликованная на русском языке информация о достаточном количестве касательно архивных сведений о неоднозначной политической деятельности ученного и его неоднозначных политических взглядах, которые, к сожалению толкнули его к сотрудничеству с нацистской Германией в годы Второй мировой войны, университет не будет обжаловать решение прокуратуры о сносе бюста, «университет вряд-ли будет возвращать памятник в Башкирию, потому что памятник это ценный подарок наших друзей а возвращать подарки противоречит нашим традициям».[55]
- В связи со 120-летием со дня рождения Международной организацией по совместному развитию тюркской культуры и искусства (ТЮРКСОЙ) 2010 год был объявлен годом Ахмет-Заки Валиди[56].
- 26 августа 2010 года в районе Кечиорен г. Анкары (Турция) был открыт парк имени Ахмет-Заки Валиди[57][58].
- 15 февраля 2010 года открыта мемориальная доска в Уфе[59].
- В 2010 году учреждена памятная медаль «Ахмет-Заки Валиди Тоган» — общественная награда Академии наук Республики Башкортостан[60].
- В 1992 году вышел документальный фильм-биография «Заки Валиди Тоган» (пр-во: киностудия «Башкортостан», сцен. Г. Г. Шафиков, реж. А. Г. Абдразаков, опер. И. Х. Галиуллин).
- В городе Стамбул установлен бюст Ахмет-Заки Валиди, а также в честь него назван парк в районе Фатих около Стамбульского университета, между главным корпусом и факультетом литературы, за зданием медресе «Садри Эсбак Сейид Хасана Паши» (Sadrı Esbak Seyyid Hasan Paşa medresesi).

## Фильмография
- В фильме «Бабич» 2017 года.
- В фильме «Благодатное знание» 2019 года.
- В сериале «Міржақып. Оян, Қазақ» 2023 года.